# Alligny-Cosne
Alligny-Cosne  là một commune in the Nièvre department in central Pháp.

## Dân số
Theo điều tra dân số 1999 có dân số là 824. Vào ngày 1-1-2005, xấp xỉ là 865.